# Bergen (powiat Traunstein)
Bergen – miejscowość i gmina w południowo-wschodnich Niemczech, w kraju związkowym Bawaria, w rejencji Górna Bawaria, w regionie Südostoberbayern, w powiecie Traunstein, siedziba wspólnoty administracyjnej Bergen. Leży około 7 km na południe od Traunsteinu, przy autostradzie A8.

## Dzielnice
- Bergen
- Bergener Forst
- Holzhausen

## Demografia
| Rok  | Liczba mieszk. |
| ---- | -------------- |
| 1970 | 2 831          |
| 1987 | 3 542          |
| 2000 | 4 605          |
| 2005 | 4 831          |

### Struktura wiekowa
Dane o ludności z 31 grudnia 2008:
| Opis                                | Ogółem | Ogółem | Kobiety | Kobiety | Mężczyźni | Mężczyźni |
| ----------------------------------- | ------ | ------ | ------- | ------- | --------- | --------- |
| Jednostka                           | osób   | %      | osób    | %       | osób      | %         |
| Populacja                           | 4874   | 100    | 2538    | 52,07   | 2336      | 47,93     |
| Wiek przedprodukcyjny (0–17 lat)    | 782    | 16,04  | 375     | 7,69    | 407       | 8,35      |
| Wiek produkcyjny (18–65 lat)        | 2906   | 59,62  | 1498    | 30,73   | 1408      | 28,89     |
| Wiek poprodukcyjny (powyżej 65 lat) | 1186   | 24,33  | 665     | 13,64   | 521       | 10,69     |

## Polityka
Wójtem gminy jest Bernd Gietl z CSU, rada gminy składa się z 16 osób.
|      | CSU/BBU | SPD/FWG | GL | ÜWGBBH | Razem |
| 2008 | 8       | 2       | 4  | 2      | 16    |
| 2002 | 7       | 4       | 3  | 2      | 16    |